# ريمون ويست
ريمون ويست (بالإنجليزية: Raymond B. West)‏ (و. 1886 – 1923 م) هو مخرج سينمائي، وممثل، من الولايات المتحدة الأمريكية، ولد في شيكاغو، توفي في ويست هوليووود، لوس أنجليس، كاليفورنيا، عن عمر يناهز 37 عاماً.

## وصلات خارجية
- ريمون ويست على موقع IMDb (الإنجليزية)
- ريمون ويست على موقع أول موفي (الإنجليزية)
- ريمون ويست على موقع قاعدة بيانات الأفلام السويدية (السويدية)
- ريمون ويست على موقع قاعدة بيانات الفيلم (الإنجليزية)
- ريمون ويست على موقع كينوبويسك (الروسية)